# Jaquette Pelorinaz
Jaquette Pelorinaz est une femme valaisanne accusée de sorcellerie dans un procès de 1459 se déroulant à Martigny, alors administré par le duché de Savoie.

## Contexte historique
Dès 1428, dans le Valais épiscopal et savoyard, débute une vague de répression et de chasses aux sorcières au cours de procès de sorcellerie,. Le procès, qui se déroule à Martigny, est instruit par un inquisiteur lausannois,. Les actes du procès sont contenus dans le registre AC 29 des archives cantonales vaudoises.

### Tensions politiques entre le Valais épiscopal et le duché de Savoie
Martigny est une châtellenie savoyarde qui, depuis 1384, dépend de la maison de Savoie, et qui n'est ainsi plus sous le contrôle temporel du prince-évêque de Sion. Sur le plan religieux toutefois, le diocèse de Martigny est rattaché au diocèse de Sion. Cette ambiguïté est source de conflits territoriaux entre le Valais épiscopal et le Valais savoyard. Guillaume III de Rarogne, évêque de Sion de 1437 à 1451, tente de recouvrer le rattachement à la mense épiscopale des territoires d'Ardon, Chamoson et Martigny.
Le duc de Savoie est alors Louis Ier. Ce dernier accède au pouvoir quand son père, Amédée VIII de Savoie, démissionne à la suite de son élection comme antipape (il est appelé dès ce moment Félix V) par le concile de Bâle en 1440. Amédée VIII se soumet au pape Nicolas V en 1449. Dans ses États, il fait promulguer les Statuta Sabaudiae (« Statuts de Savoie »), un code de législation et d'administration, le 17 juin 1430. Ces Statuta Sabaudiae recommandent la nécessaire « répression du blasphème, de la sorcellerie et de l'hérésie ». Amédée VIII est également évêque de Genève entre 1444 et 1451. Georges de Saluces, un proche d'Amédée VIII et de la maison de Savoie, est évêque de Lausanne entre 1440 et 1461.

### L'Inquisition dans les diocèses de Sion, Lausanne et Genève
Dans le Valais épiscopal, les procès sont menés par les autorités laïques, tandis que dans le Valais savoyard, les chasses aux sorcières et les procès sont menés par un tribunal de l'Inquisition rattaché au diocèse de Lausanne. Depuis 1440, les inquisiteurs des diocèses de Sion, Lausanne et Genève sont souvent originaires du couvent dominicain de la Madeleine de Lausanne et de l'ordre des Prêcheurs. L'Inquisition, instituée en 1237 par Grégoire IX, devient au XVe siècle dans ces régions une institution puissante et permanente sous l'impulsion d'Ulric de Torrenté entre 1420 et 1440,.  
Au vu de ce contexte politique, le procès initié à Martigny en terre savoyarde, mais briguée par le Valais épiscopal, intéresse Walter Supersaxo, alors prince-évêque de Sion, qui peut demander à être représenté du fait du rattachement de Martigny au diocèse de Sion.

## Déroulement du procès
Jaquette Pelorinaz est vraisemblablement arrêtée le 4 avril 1459. 
Le 25 avril 1459 débute le procès de Jaquette Pelorinaz au château de Martigny devant un tribunal ecclésiastique car Jaquette Pelorinaz étant originaire des Rappes, c'est le vice-châtelain Jacques de Faussonay qui détient le droit de rendre justice pour le duc de Savoie (appelé merum mixtum imperieum). 
L'inquisiteur dominicain Raymond de Rue, qui est officiellement chargé par le Saint-Siège d'éradiquer l'hérésie pour les diocèses de Genève, Sion et Lausanne, dépêche Pierre Ginod, de l'ordre des Frères prêcheurs, pour le représenter dans cette affaire. Ce dernier dirige le procès par délégation du pouvoir qui lui est conféré par l'Inquisition et par l'évêque de Sion, Walter Supersaxo, avec une limite cependant, puisqu'il ne peut prononcer la sentence définitive. Dès le 5 mai 1459, le vicaire de l'évêque de Sion, Pierre Cochard, arrive pour assister au procès, en compagnie du vidomne Petermann de Chevron et de son fils.
Pierre Cochard est un chanoine de Sion, à une époque où les chanoines de Sion agissent comme un conseil pour le prince-évêque et instruisent souvent les procès d'inquisition, comme en 1457 pour le procès d'Agnès Crittin, instruit par le chanoine Jean de Sonnay.
Avec l'inquisiteur Raymond de Rue, il a déjà instruit en 1456 le procès d'Anthonia de Terra en représentant l'évêque d'alors, Henri Esperlin. Raymond de Rue est un proche d'Henri Esperlin, qu'il a aidé en 1451 pour la confirmation de son élection d'évêque par le pape Nicolas V. 